# 어물
어물(魚物)은 생선 등 수산물 또는 그것을 가공한 식품이다. 말린 것은 "건어물"이라 부른다.

## 어가공품
어가공품(魚加工品)은 생선을 가공하여 만든 식품 또는 제품이다.
- 고기풀
- 부레풀
- 생선기름
  - 간유
- 어장

## 같이 보기
- 수산물
- 어개류
- 어물전
- 해산물